# Armorial de Gilles Le Bouvier
L'Armorial de Gilles le Bouvier est un manuscrit enluminé, daté autour de 1455 et contenant un armorial commandé par Gilles Le Bouvier, héraut et roi d'arme du roi de France Charles VII. Il contient 1953 écus, mais aussi des miniatures représentant des grands princes et chevaliers de son temps. L'une d'entre elles a été attribuée à Jean Fouquet. Il est conservé à la Bibliothèque nationale de France à Paris.

## Historique
Le manuscrit a été commandé par Gilles Le Bouvier, proche du dauphin Charles VII dès 1418 dont il a été un proche jusqu'à sa mort vers 1455. Il assure auprès de lui la fonction de roi d'arme et prend le surnom de héraut Berry. Dans un manuscrit qu'il dédie à son roi, il cumule à la fois sa bonne connaissance des pays étrangers qu'il a eu l'occasion de visiter au cours de sa jeunesse en Europe et sa fréquentation des grands féodaux de son époque. Il compile ainsi dans un seul manuscrit l'ensemble des blasons connus de lui achevé vers 1454. 
Le manuscrit contient le nom d'un de ses anciens propriétaires, Du Bouchet. Il est la propriété ensuite de Jean-Baptiste Colbert dont l'ensemble de la bibliothèque entre dans la bibliothèque royale en 1732. 

## Description

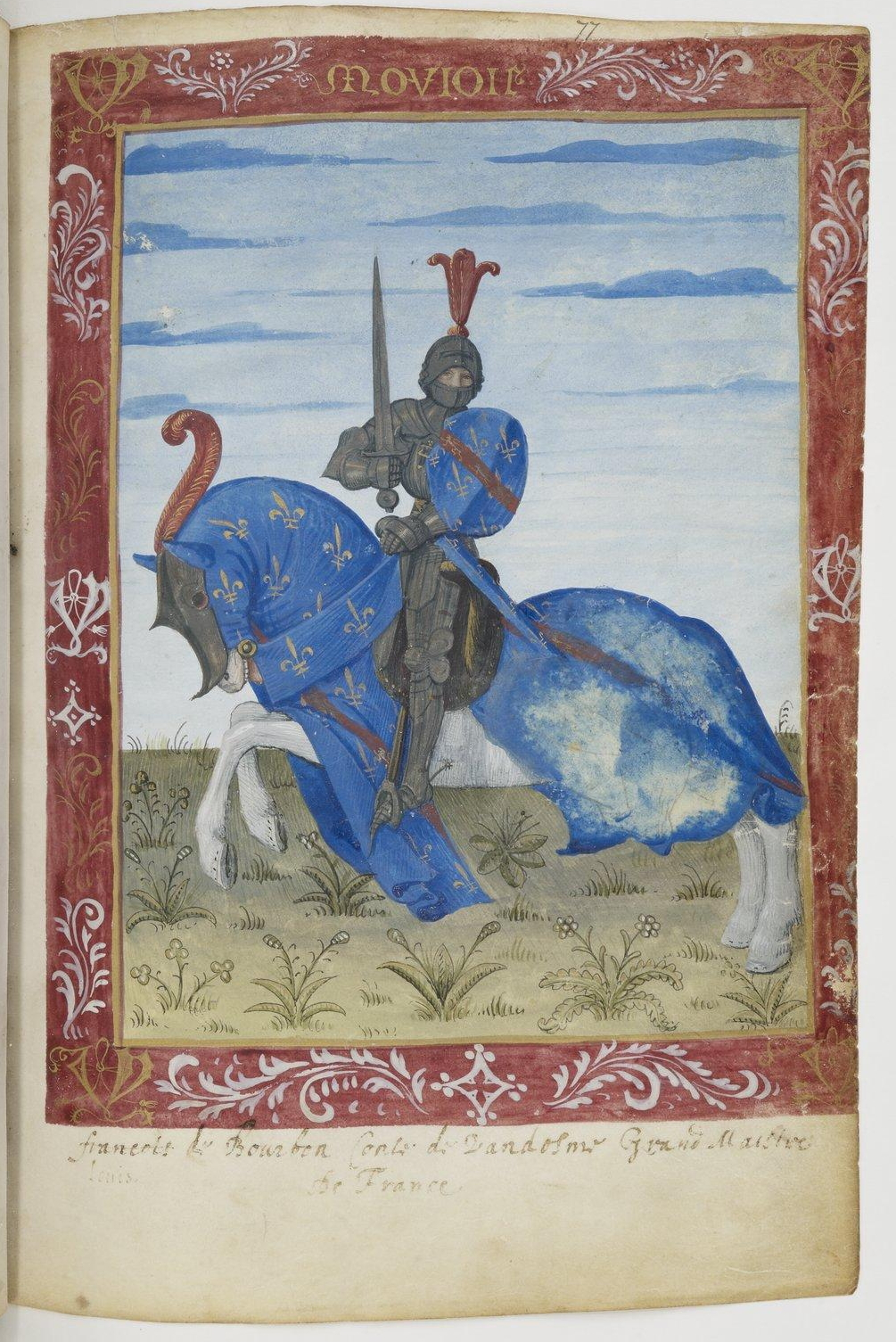
Louis Ier de Bourbon-Vendôme, miniature de Jean Fouquet, f.77.

Le manuscrit contient une compilation de 1953 écus des principales familles nobles et chevaleresques de l'époque. Ils sont classés par marche d'armes pour la France puis par pays pour les écus étrangers. Ils sont peints sur des feuillets de papier reliés en cahiers dans lesquels sont encartés des feuilles de parchemins. Sur ces dernières, au début de chaque marche d'armes, sont représentés de grands féodaux de l'époque, au nombre de 19, en tenue d'apparat et trônant ou alors en armes et à cheval. Il s'agit tout d'abord du roi lui-même (f.15v) puis les princes du sang, duc d'Orléans (f.16v), duc de Berry (f.32v), duc de Bourbon (f.44v), duc d'Anjou (f74v). et duc de Bourgogne (f.86v) ainsi que des grands chefs militaires : Arthur de Richemont (f.17v), Jean de Dunois (f.18v), André de Lohéac (f.19v), Jean Poton de Xaintrailles (f.20v) ou Jean V de Bueil (f.33). 
Les miniatures, de qualités très diverses, sont attribuées à plusieurs enlumineurs difficiles à identifier. Selon François Avril, les miniatures de Charles IV du Maine (f.75v) et de Gaston IV de Foix-Béarn (f.119v) sont attribuables au Maître du Roman de la Rose de Vienne. Mais surtout, celle de Louis Ier de Bourbon-Vendôme (f.77) a sans doute été peinte selon lui par Jean Fouquet. Celui-ci était en effet un peintre notamment connu à son époque pour sa peinture héraldique. Par ailleurs le style du cheval bondissant rappelle d'autres représentations du même type dans des miniatures des Grandes Chroniques de France (f.78v, 140 et 154v) ainsi que dans la fuite de Pompée dans l'Histoire ancienne jusqu'à César et Faits des Romains et les couleurs utilisées rappellent la palette du maître. La miniature a cependant été dénaturée par l'ajout a posteriori et par une autre main d'un ciel, d'un sol décoré de fleurs et d'un cadre épais rouge.